# Căn Co
Căn Co là một xã thuộc huyện Sìn Hồ, tỉnh Lai Châu, Việt Nam.
Xã Căn Co có diện tích 81,52 km², dân số năm 2022 là 4322 người, mật độ dân số đạt 53 người/km².
Địa hình: Phía Đông giáp xã Nậm Cuổi, phía Nam giáp với xã Nậm Hăn, phía Tây giáp xã Nậm Cha, Nậm Mạ. phía Bắc giáp với xã Noong Hẻo, Nơi đây có 2 dân tộc bản địa là Dao (hay gọi là người Dạo) và Khơ Mú (hay gọi là người Xá) cùng một bộ phận nhỏ người Kinh, Mường, v.v.. từ nơi khác chuyển đến sinh sống.
Xã có bẩy bản:  Là Cuổi, Căn Co, Nậm Ngá, Ngài Thầu, La Hu San, Nậm Phìn, Nậm Kinh.